# Pseudodiadematidae
De Pseudodiadematidae zijn een familie van uitgestorven zee-egels uit de infraklasse Carinacea. De relatie met de andere groepen uit de infraklasse is nog onduidelijk.

## Geslachten
- Acrocidaris L. Agassiz, 1840 †
- Hessotiara Pomel, 1883 †
- Pseudodiadema McCoy, 1848 †
- Stereopyga Pomel, 1883 †